# Kleine Schliere
Die Kleine Schliere ist ein gut 12 km langer Fluss in der Gemeinde Alpnach im Kanton Obwalden. Sie mündet in den Alpnachersee und ist somit ein linker Nebenfluss der Reuss. Das Flussbett der Kleinen Schliere ist im mittleren und unteren Teil zum Schutz vor Hochwasser und Murgängen stark verbaut.

## Geographie

### Verlauf
Die Schwandschliere entspringt einem Feuchtgebiet bei der Chrüzliegg und am First südlich der Alp Älggäu.
Die Wängenschliere hat ihre Quellbäche im Talkessel nördlich des Älggäu im Wängenwald. Die beiden grossen Wildbäche bilden zusammen den Oberlauf der Kleinen Schliere. Sie treffen sich unterhalb der auf einem Felsklotz liegenden Alp Stock. Die wasserreichere Wängenschliere gilt als oberer Hauptstrang des Flusses.

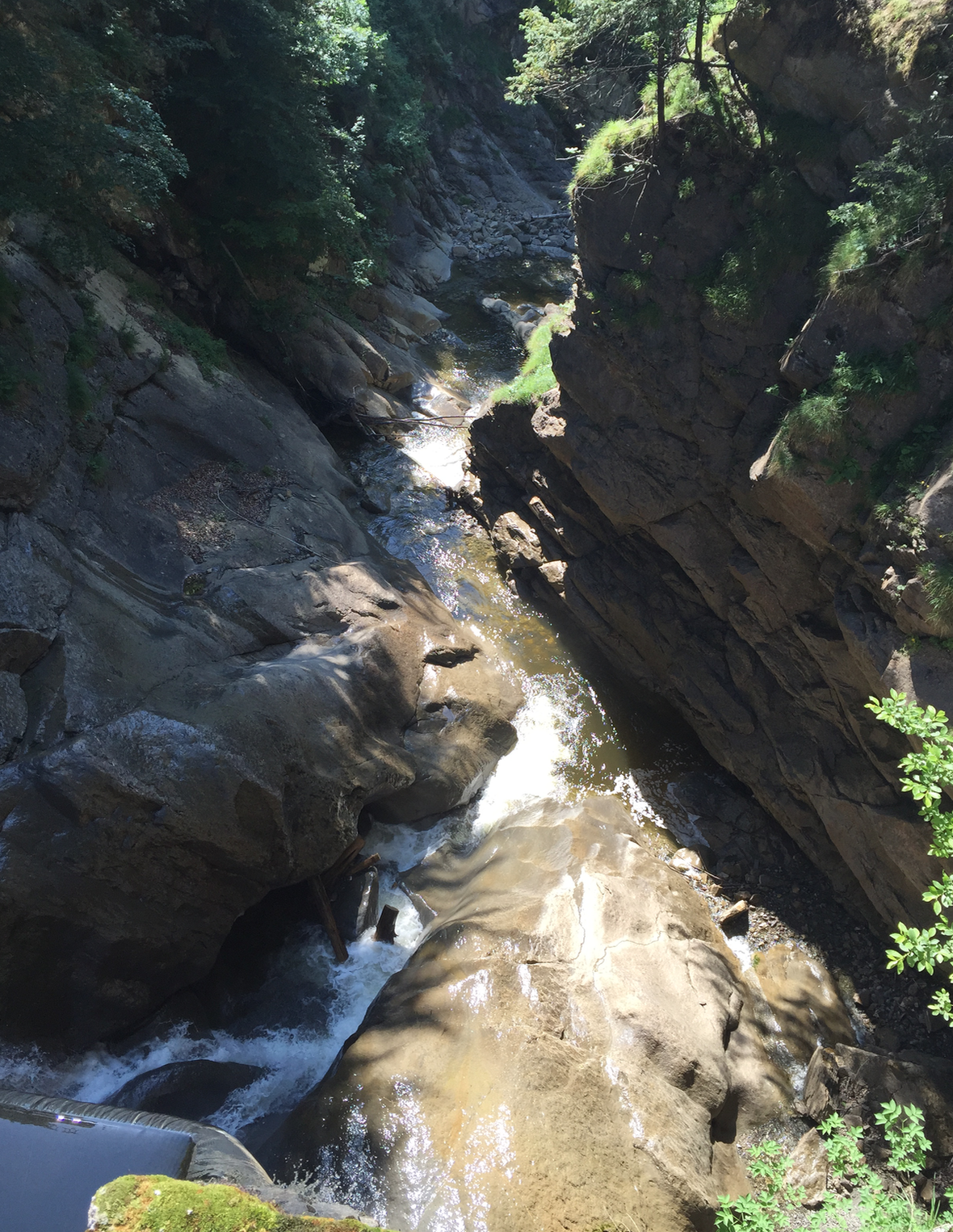
Schlucht der Kleinen Schliere unter dem Cholwald bei Alpnach

Die Flüsse nehmen schon hoch oben von den Berghängen, aus den Alpweiden und den Mooren zahlreiche kleine Bäche auf. Unterhalb des Stock durchquert die Kleine Schliere vom Berggebiet aus mit einem grossen Gefälle eine tief in das Erosionstal gegrabene Schlucht in das Tal der Sarneraa hinunter. Auf dieser kurzen Strecke ihres etwa zwei Kilometer langen mittleren Laufs fliesst sie 600 Meter in die Tiefe. Der Flussgraben nähert sich bei Schoried bis auf einen halben Kilometer dem Lauf der Grossen Schliere an, wendet sich aber danach auf dem ausgedehnten Schwemmfächer bei Alpnach Dorf wieder davon weg. Am nördlichen Dorfrand wird sie von der Brünigstrasse (Hauptstrasse 4), der Brüniglinie der Zentralbahn und der Autostrasse A8 überquert. Danach fliesst die Kleine Schliere westlich des Militärflugplatzes Alpnach zu ihrer Mündung östlich von Alpnachstad in den Alpnachersee.
Bei Chlewigen nimmt die Kleine Schliere von links den Meisibach auf, ihren grössten Nebenfluss, der das Alpgebiet Fräkmünt am Pilatus entwässert und durch die steile Schlucht Tiergarten und einen Graben bei der Stotzigenweid bis zum Siedlungsrand von Alpnach Dorf fliesst.

### Einzugsgebiet
Das 21,67 km² grosse Einzugsgebiet der Kleinen Schliere liegt in den Voralpen und wird durch sie über die Reuss, die Aare und den Rhein zur Nordsee entwässert.
Der Fluss sammelt das Niederschlagswasser in den südwestlichen Hochtälern des Pilatusmassivs. Sein Einzugsgebiet liegt nördlich des Grossschlierentals und grenzt im Westen und im Norden an das Gebiet der Kleinen Emme, im Nordosten an Bergbäche, die ebenfalls direkte Zuflüsse in den Alpnachersee sind, und im Osten an die Flussaue der Sarneraa.
Am Unterlauf im Sarneraatal gehört zudem ein kleiner Abschnitt der Bergflanke am Matthorn zum Einzugsgebiet der Kleinen Schliere.
Das Flussgebiet umfasst im Gebirge einerseits die steilen Südflanken unter dem Pilatusgrat vom Tomlishorn bis zum Mittaggüpfi und andererseits das waldreiche Gebiet mit vielen Sumpf- und Moorlandschaften sowie die westlichen Alpen der Korporation Alpnach rund um die Längenschwand. Dieser langgezogene Bergrücken trennt das Tal der Wängenschliere (früher auch Lütholzmattschlieren genannt) im Norden von jenem der Schwandschliere im Süden. In der Berglandschaft sind mehrere Zonen als Naturschutzgebiete ausgewiesen, zum Beispiel das Naturreservat Moor nördlich First, das Naturreservat Längenfeldmoos und das Naturreservat Älggäu.
Das Berggebiet am Oberlauf der Kleinen Schliere liegt in der Region Pilatus, die im Bundesinventar der Landschaften und Naturdenkmäler von nationaler Bedeutung (BLN-Gebiet 1605) verzeichnet ist, und grenzt im Süden an die BLN-Region Flyschlandschaft Haglere-Glaubenberg-Schlieren.
Das Einzugsgebiet besteht zu 62,1 % aus bestockter Fläche, zu 25,9 % aus Landwirtschaftsfläche, zu 1,5 % aus Siedlungsfläche  und zu 10,5 % aus unproduktiven Flächen.
Die Flächenverteilung
Die mittlere Höhe des Einzugsgebietes beträgt 1340 m ü. M.

### Zuflüsse
Direkte und indirekte Zuflüsse, jeweils von der Quelle zur Mündung. Namen und Längen nach WebGIS Kanton Obwalden, Einzugsgebietsgrösse (km²) und Mittlerer Abfluss (MQ) in Liter pro Sekunde (l/s) nach dem Geoserver der Schweizer Bundesverwaltung.
- Wängenschliere (linker Oberlauf, Hauptstrang), 5,4 km, 6,92 km², 270 l/s
  - Balismattgraben (links), 1,2 km, 1,21 km²
  - Schybach (links), 1,9 km, 1,63 km²
- Schwandschliere (rechter Oberlauf, Nebenstrang), 5,3 km, 5,13 km², 200 l/s
  - Kreuzlischschlieren[7] (links), 0,7 km
  - Älggäuschliere (links), 1,3 km
  - Rotibach (rechts), 1,6 km, 0,64 km²
  - Hinterschwandgraben (rechts), 1,5 km
  - Längenschwandschliere (links), 2,5 km
  - Vorderschwandgraben (rechts), 0,6 km
- Schlatt Rüfe[7] (Schladrüfi) (rechts), 2,1 km[8], 0,81 km²
- Eistlibach (links), 1,1 km
- Spiessigraben (links), 0,9 km
- Meisibach (links), 5,4 km, 4,3 km²
- Herrengräbli (links), 0,7 km[8]

## Hydrologie
Die Pegelstation Chli Erli registriert den Abfluss der Kleinen Schliere.
Bei ihrer Mündung in die Alpnachersee beträgt ihre modellierte mittlere Abflussmenge (MQ) 0,80 m³/s. Ihr Abflussregimetyp ist nival de transition, und ihre Abflussvariabilität beträgt 19.

## Hochwasserschutz

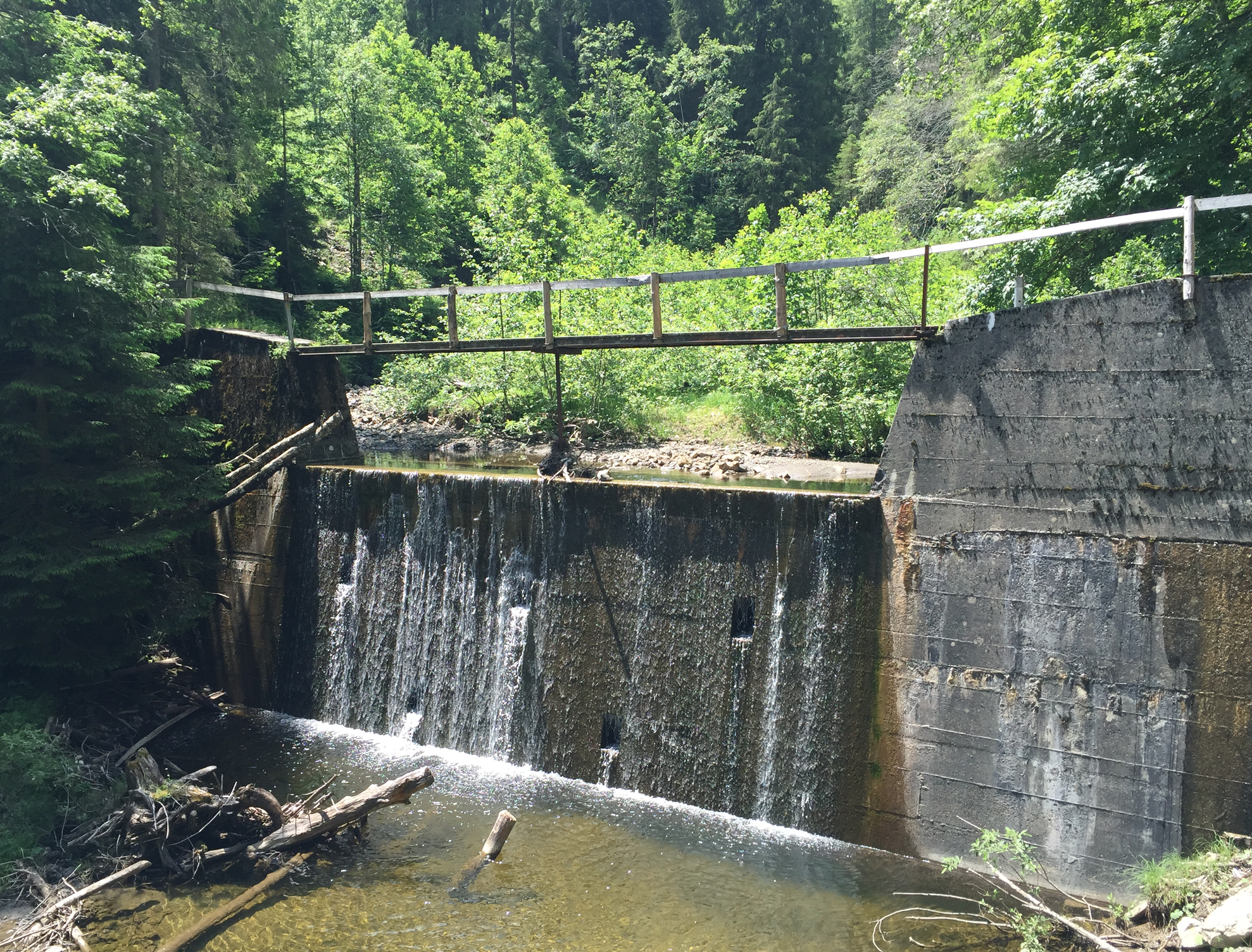
Verbauung der Schwandschliere

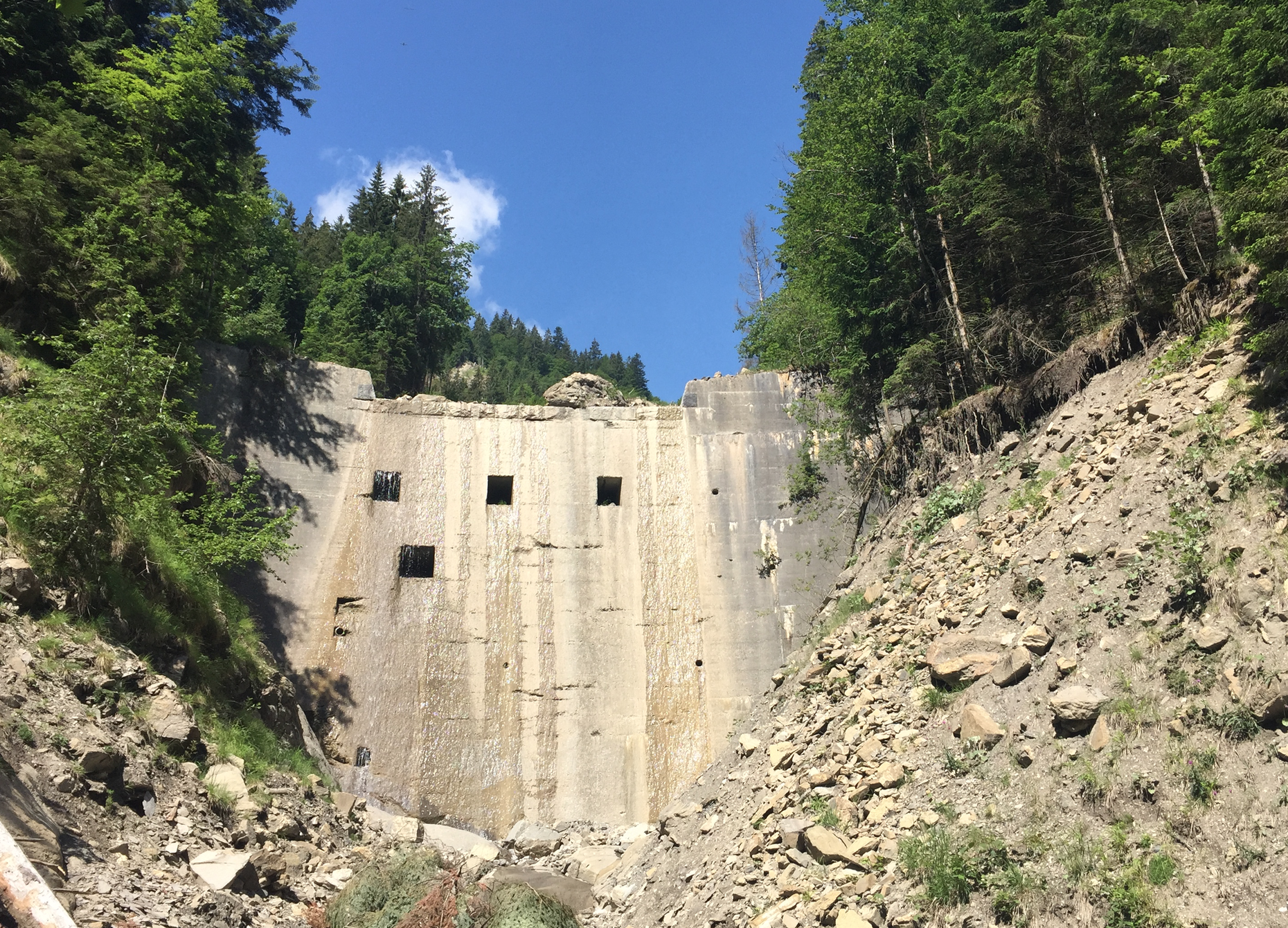
Sperrmauer unterhalb der Schladrüfi

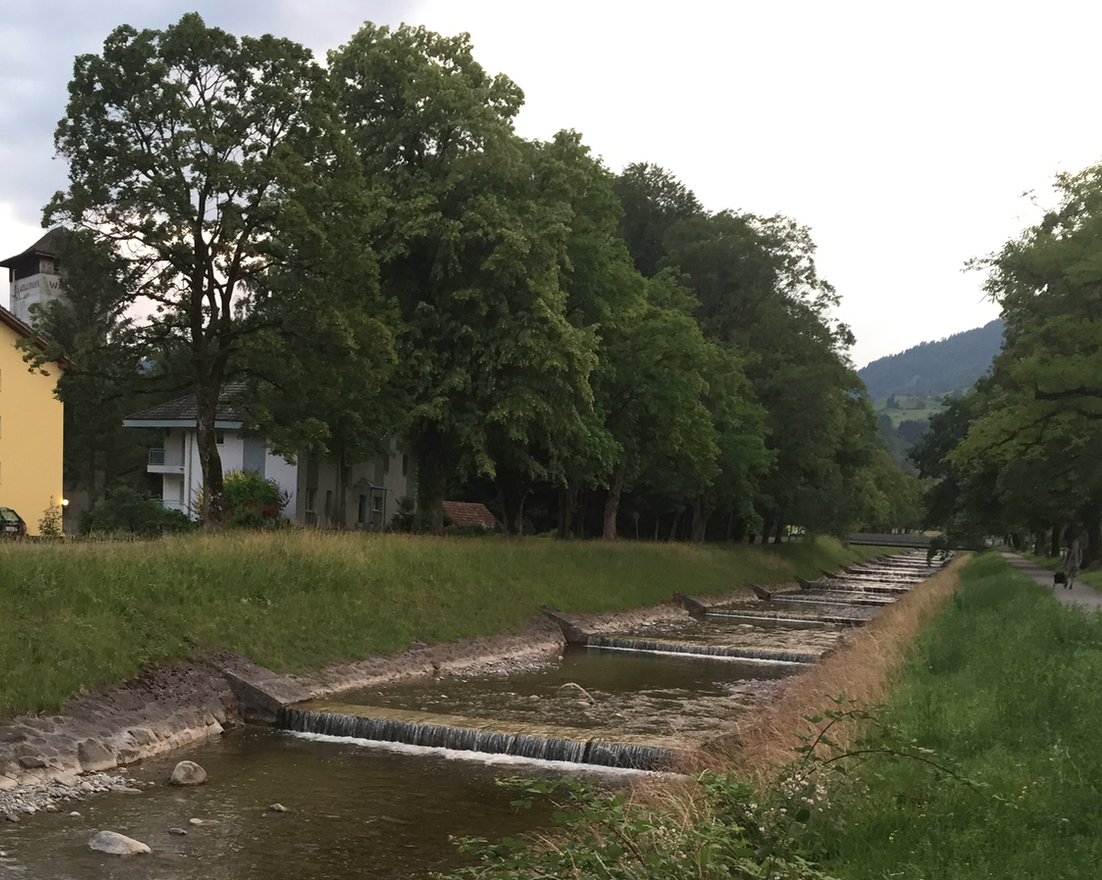
Kanalisiertes Flussbett mit Sohlschwellen bei Alpnach Dorf

Das Flussbett der Kleinen Schliere und auch die Bergstrecke mit der Schwandschliere sind an vielen Stellen stark verbaut. Der Fluss, der auf einigen Abschnitten den Charakter eines Wildbaches hat, führt aus seinem ausgedehnten Einzugsgebiet im Gebirge nach Unwettern oft viel schwallweise auftretendes Wasser in das Tal. Hochwasser der Kleinen Schliere sind für die Jahre 1874, 1877, 1896, 1901, 1903, 1910 und 1912 dokumentiert. Die Gefahrenkarte der Gemeinde Alpnach weist in der Nähe des Flusses stark gefährdete Zonen auf, für welche ein Bauverbot erlassen wurde. Viele im 20. Jahrhundert am nördlichen Dorfrand auf dem alten Schwemmfächer gebaute Häuser stehen im potentiellen Überschwemmungsgebiet.
Den verheerenden Hochwassern hatte die in Alpnach gegründete Wuhrgenossenschaft Kleine Schliere zu begegnen. Das Flussbett wurde im späten 19. Jahrhundert und im 20. Jahrhundert mit vielen einzelnen Sicherungsbauten und später mit sehr aufwändigen Sperrwerken verstärkt. Die Kleine Schliere war früher ein Nebenfluss der Sarneraa, die zum Schutz vor Hochwassern ebenfalls korrigiert wurde. Die beiden Gewässer erhielten zwei getrennte Mündungsstrecken bis zum See. Am Unterlauf der Kleinen Schliere befindet sich seit der Korrektion von 1879 bis 1887 ein Geschiebesammler. Um 1900 wurde in der Schlucht die grosse Gärtlisperre gebaut. Um die fortschreitende Erosion des im Flyschfelsen entstandenen Trichters an der Schladrüfi zu vermindern, verschliesst eine Mauer das Flussbett etwa 200 Meter oberhalb dieser heiklen Stelle, und der Fluss passiert einen um 1902 ausgebrochenen Stollen durch die Felsrippe nördlich davon und ergiesst sich in einem hohen, künstlich erzeugten Wasserfall in das Flussbett unterhalb der Schladrüfi. Bis in die 1930er-Jahre war der Kanal am Unterlauf des Flusses mit beidseitigen Leitdämmen und Sohlschwellen fertiggestellt. In den Bergstrecken entstanden zusammenhängende Sperrentreppen, und in den 1980er-Jahren wurden in der besonders erosionsgefährdeten Schlucht des Schwandgraben hohe Geröllsperren eingebaut. Doch neuere Hochwasser von 2005 und 2013 zeigten auf, dass die bisherigen Verbauungen für besonders starke Fluten und Rüfen immer noch ungenügend sind. Am Oberlauf der Kleinen Schliere ist ein Pluviometer eingerichtet, der vor Hochwassern warnt; im Juli 2022 konnte damit die Bevölkerung von Alpnach vor einer Flutwelle rechtzeitig alarmiert werden.
2011 lösten sich die Wuhrgenossenschaften von Alpnach auf, und die Wasserbaukommission der Gemeinde übernahm deren Aufgaben.
2019 veröffentlichte die Gemeinde Alpnach ein neues Hochwasserschutzprojekt Kleine Schliere. Bei Chlewigen wird ein neues Entlastungsbauwerk errichtet. Im letzten Abschnitt wird der bisherige Kanal wieder geöffnet und dem Fluss ein breiter Streifen für den ungehinderten Abfluss in den See gegeben; in diesem Bereich entsteht neben dem Flussbett ein ökologisch wertvoller Naturraum. Die Universität Innsbruck untersuchte die Strömungsverhältnisse im Kanal der Kleinen Schliere, und die ETH Zürich prüfte mit einem Versuchsprogramm die Anlage des Geschiebesammlers. Wegen Änderungen des Projekts verzögerte sich die Planauflage für die Bauarbeiten an der Kleinen Schliere bis 2022.

## Brücken
Die Wängenschliere wird von einer Alpstrasse und einem Steg überquert. Über die Schwandschliere führen vier Übergänge.
In der fast überall unzugänglichen Schlucht am mittleren Lauf der Kleinen Schliere überquert nur der Gärtlisteg den Flusslauf, den auf dem Schwemmkegel bei Alpnach Dorf und an der letzten Flussstrecke acht weitere Brücken überspannen.
2019 wurde zum Schutz vor möglichen Hochwassern die Brücke Grundersteg abgebrochen.

## Sport
Die Schlucht der Kleinen Schliere ist ein bekannter Ort für den Canyoningsport.